# Ove Ekebjærg
Ove Ekebjærg, geboren als Ove Ekebjærg Rasmussen (Kopenhagen, 3 maart 1934), is een Deense schaker die zich bezighoudt met correspondentieschaak. In deze discipline werd hij in 1976 Europees kampioen en eindigde hij als 2e bij het WK van 1994-2001.

## Correspondentieschaak
In 1960 begon Ekebjærg met correspondentieschaak. Hij kwalificeerde zich voor deelname aan het EK. Bij het tweede EK in 1967 eindigde hij op een vierde plaats. Bij het derde EK in 1972 eindigde hij op een gedeelde 3e plaats. Hij speelde mee in het vierde en vijfde kampioenschap ICCF van Europa waar hij respectievelijk op de tweede en vijfde plaats eindigde. In 1976 won hij het tiende EK. Hiervoor verleende ICCF hem in 1976 de titel Internationaal Meester correspondentieschaken (IMc).
Ekebjærg behaalde diverse keren de laatste ronden van het WK correspondentieschaak. Bij het 9e WK (1977-1983) eindigde hij als 7e en bij het 16e WK (1999-2004) eindigde hij op een 12e plaats. Zijn beste resultaat was de 2e plaats bij het WK correspondentieschaak, dat werd gehouden van 1994 tot 2001, met een halve punt achterstand op de winnaar Tõnu Õim. In 1987 werd hij grootmeester correspondentieschaken (GMc).
Ekebjærg speelde mee in het "Julius Nielsen Memorial" (1985 - 1990) en bereikte daar de tweede plaats; winnaar werd Jonathan Penrose.

## Toernooischaak
In Denemarken speelt Ekebjærg in het bordschaak in de hoogste categorie: Landsholdsklassen. In 1967 nam hij deel aan de finale van de Deense kampioenschappen, eindigde echter als laatste.

## Openingen
Ove Ekebjærg heeft een aantal partijen met de opening 1.Pc3 (de Van Geetopening) gespeeld en heeft ook een voorkeur voor de schaakopening Siciliaans.

## Overig
Ekebjærg werkt als vestigingshoofd bij de Handelsbank Kopenhagen.